# Öggestorps församling
Öggestorps församling var en församling i Växjö stift och i Jönköpings kommun. 
Församlingen uppgick 2006 i Rogberga-Öggestorps församling.
Församlingskyrka var Öggestorps kyrka.

## Administrativ historik
Församlingen har medeltida ursprung.
Församlingen utgjorde tidigt ett eget pastorat för att sedan från omkring 1400 till 1962 vara annexförsamling i pastoratet Rogberga och Öggestorp. Från 1962 till 1995 var församlingen annexförsamling i pastoratet Rogberga, Öggestorp, Barnarp och Ödestugu, för att från 1995 åter vara annexförsamling i pastoratet Rogberga och Öggestorp. Församlingen uppgick 2006 i Rogberga-Öggestorps församling.
Församlingskod var 068018.

## Areal
Öggestorps församling omfattade den 1 januari 1976 en areal av 52,2 kvadratkilometer, varav 48,1 kvadratkilometer land.